# 松本光一
松本 光一（まつもと こういち、1967年7月31日 - ）は、日本の実業家。株式会社TENGAの代表取締役社長。静岡県焼津市出身。

## 人物・来歴

### 生い立ち
1967年生まれ。静岡県焼津市出身。
スーパーカーブームにより、幼少期の頃から車に興味を持っていた。
改造車がたくさん登場する映画『マッドマックス』（ワーナー・ブラザーズ）の影響を受け、中学生の頃から車関係の仕事を希望する。
中学卒業後は就職希望で、在学中に様々な車工場を見て回ったが、当時はエンジンがキャブレターからインジェクションを使用したコンピューター制御への移行時期だったのに対し、現場の人は「コンピューターについてよくわからない」と話していたことから、コンピューターについて学ぶ必要性を感じ、静岡県立静岡工業高等学校電子科に進学。
その後、自動車整備士を志し、三菱自動車整備専門学校へ入学。
在学中、早く技術を覚えたい一心で、三菱のトラック整備工場に「無給でいいからやらせてください」と頼み込んで、専門学校時代は夏休みの1カ月間働き、自動車整備の技術を身に着けた。

### 自動車整備時代
三菱自動車整備専門学校卒業後は、三菱自動車の内定を辞退し、フェラーリやランボルギーニを扱うチューニングカーのディーラーに就職し、スーパーカーやクラシックカーの整備に携わる。
しかし、バブル崩壊の影響もあって会社が傾き、クラシックカー専門の整備会社に転職。
クラシックカーをバラバラに分解して、お客さんと相談しながら仕上げていき、お客さんに喜んでもらえるところから、お客さんにモノを作って提供する面白さを知る。
それが現在のモノ作りへの想いにつながっている。と当人は話す。
ただ、転職先の会社も別の事業で失敗し、半年ぐらい給料の未払いが続き、完全に生活ができなくなる。その後、地元の静岡県に戻り、中古車販売会社に勤め34歳の時にものづくりに専念する為に脱サラ。

### 中古車販売会社時代
自動車整備の経験から、他の販売員より車に詳しかったので、営業成績は入社した月から辞めるまでの3年間ずっとトップ。
金銭的に苦しかった状況だったが、その会社は歩合制だったことからかなり稼ぐことができ、借金を完済、貯金もできた。
しかし、生活の安定と反比例するように「モノづくりをしたい」「新しいものを生み出したい」という欲求が日々強くなっていく。
そういった想いを抱えながら、暇さえあれば家電量販店やホームセンター、カー用品店など、ありとあらゆるお店を回り、「これは、どういう人たちに、何を提供したくて作ったのか」と考えながら見ていた。
日本の製品は高性能な上にデザインも良く、保証もしっかりしており、あらためてそのクオリティの高さに感心する。半年ぐらいそういう生活を続け、久しぶりにアダルトショップの中に入った瞬間、強烈な違和感を抱く。

### アダルトショップに入った15分の出来事
それまで見てきた、いわゆる一般製品は、ブランドが明確化されていて、スペックもわかりやすく紹介されていた。
しかし、アダルトグッズは、ブランド、価格、問い合わせ先、ホームページアドレス、バーコードすら書いていない。消費者のための情報が整理されていなかった。
最大の違和感は、「自慰は卑猥で猥褻なことだから、より猥褻な気持ちになって使って下さい。」というメッセージを発していたこと。
そもそも、性欲は根源的な欲求なのに、それを解消するためのアダルトグッズが猥褻で特殊なモノ扱いになっている。この状況は間違っていると感じる。
「世の中に一般プロダクトとしてのアダルトグッズがないのなら、自分で作ろう」という結論を出した。アダルトショップに入ってから、ほんの15分ぐらいの出来事。
それから3年間のアダルトグッズ製作期間を経て、2005年3月に有限会社典雅（現 株式会社TENGA）を設立。

### 自主制作時代
周囲の反対を押し切って会社を辞め、1000万円の貯金を元手に、退社した翌日から朝6時に起きて深夜2時まで自主制作する日々が続く。
アダルトグッズに関しては素人なので、とにかく世に出ている製品を片っ端から買って調べていく。それぞれ2つずつ買い、ひとつは分解して、もうひとつで試してみる。そして、分解したものを見本に、分析していった。そうすると、製品の悪いところがわかってくるので、それらはすべて改善していった。
「仕事をしていない＝社会に貢献できていない＝遊ぶ資格はない」と思い、盆も正月もなく制作に没頭。
周囲からは「できるわけがないから、早くやめたほうがいい」と言われる。
実際、1年半ぐらいたって何の成果も出ず、「まだ貯金が残っているから、今なら社会復帰できるのではないか」という考えが頭をよぎる。しかし、ここでやめると「アダルトグッズを作ろうとして失敗した人」になるのは嫌だったし、なによりアダルトグッズ市場の現状が変わらない。追い詰められた末に、「どんなことがあっても成功するまでやればいい」と覚悟を決め、2005年7月7日に「TENGA カップシリーズ5種」が発売。
出典：

## エピソード
2016年11月7日付インタビュー記事「『TENGA』を生んだ男、松本光一がその開発に至るまで」によると、同氏の略歴は次の通り。
自動車整備の専門学校を卒業後、約12年間クラシックカーの整備の仕事をする。
しかし、勤めていた会社はあまり利益が出ておらず、毎月の給料という形では貰えず、本当に困ったときだけお小遣いのように少しだけお金をもらうという生活をしていた。
家賃が払えなくなって車の中で寝泊まりしたり、車の部品工場で寝泊まりしたりしていたこともあったという。
お客さんの喜ぶ顔と、いつかは報われるだろうという思いで仕事に打ち込むも、ある日偶然「あいつマジメだから、お金与えなくても仕事するんだよね」っていう会話をしていたことを知ってしまい、その会話をきっかけに会社を退職。
その後、中古車セールスの仕事に転職。
車の整備士時代の知識と経験を活かし、入社してから退社するまでずっとトップセールスマンとして活躍。
しかし、借金を返済しトップセールスマンとして生活が豊かになっていくにつれて、モノづくりをしたいという気持ちが次第に大きくなっていった。
「何を世の中に生み出したらいいのか」と考え、毎日ホームセンターやら雑貨店など、いろんな店をのぞいて研究している中、ある日入ったアダルトショップのアダルトグッズコーナーで違和感を感じる。
棚に並んでいる商品が「マスターベーションは卑猥な行為なので、より猥褻な気持ちで使ってください」というメッセージを発していたと感じる。人の根本的な欲求なのに、特殊で卑猥なものとして表現されているのに違和感を覚え、これは明らかに間違っていると思い、「まだ世の中にはない、一般の製品としてのアダルトグッズを作ろう」と決意した。
また、2017年8月26日付AbemaTIMESによると、AbemaTV『創業バカ一代』の番組の中で同氏の半生を語っているが、1日で48種類の試作品を試したエピソードとして、「だんだん年を取ってきますと、持続力が…。バイアグラのようなものを飲んで…。これは大変ですよ（笑）。朝までかかりました」と述べている。

## 出演

### ウェブテレビ
- ココだけの際どい話: 日本編（原題：성+인물: 일본 편／英題：Risqué Business: Japan）（2023年4月25日、Netflix）[4]